# Шарп, Сидни
Си́дни То́мас Шарп (англ. Sydney Thomas Sharp; 17 июня 1885 — 28 сентября 1953) — американский шахматист.

## Спортивные достижения
| Год  | Город         | Турнир                    | + | − | = | Результат | Место |
| ---- | ------------- | ------------------------- | - | - | - | --------- | ----- |
| 1921 | Атлантик-Сити | 8-й американский конгресс | 4 | 4 | 3 | 5½ из 11  | 8—9   |